# タクツァン僧院
タクツァン僧院（タクツァンそういん、ゾンカ語: སྤ་གྲོ་སྟག་ཚང་）またはタクツァン寺院（タクツァンじいん）とは、ブータン・パロ県パロの渓谷高所にあるチベット仏教の寺院である。標高約3120 mの垂直に切り立った岩壁に建てられているチベット仏教信仰の聖地であり、トラの巣という別名も存在する。僧院は1692年に建築が開始され、1694年に建立された。

## 歴史

### 背景と伝説

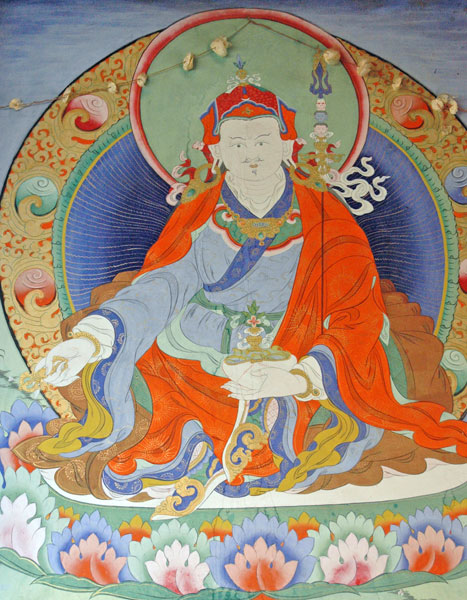
瞑想の洞窟の開祖であるパドマサンバヴァの壁画。

タクツァン僧院に関連したラカンのナムタル（チベット仏教における聖人伝）によると、タクツァンは「雌トラの隠れ家」を意味し、パドマサンバヴァが雌トラの背に乗ってシンゲ・ゾンからこの地に降り立ったと信じられている。
皇帝の元妻であったイエイシェ・ツォギャル（Yeshe Tsogyal）が、チベットにて進んでパドマサンバヴァの弟子となったという伝説もある。その後ツォギャルは雌のトラへと姿を変え、パドマサンバヴァをチベットから現在のタクツァン僧院の建つ地まで背負って運んだとされている。パドマサンバヴァはこの地にある洞窟の1つにて瞑想を行い、8つの化身として現れたことで、この地が神聖な場所となった。その後、この地は「トラの巣」と呼ばれるようになった。
最も有名な伝説は、ブータンの支配者であったテンジン・ラブジー（Tenzin Rabgye）の物語によってさらに脚色された。この物語の著者は、8世紀の教祖であったパドマサンバヴァがラブジーとして転生したと記している。このことの証拠として、ラブジーのいた洞窟の内外で友人らが同時にラブジーを目撃したことや少量の食料で全ての訪問者の腹を満たしていたこと、僧院までの道は危険で滑りやすいのにもかかわらず、道中で負傷した参拝者がいなかったこと、渓谷にいた人々が空中に様々な動物の形やフラワーシャワーを含んだ宗教的な象徴がいるのを目撃し、地面に触れることなく空中に消失したことが挙げられている。

### 瞑想の洞窟としての創設
853年に、ランチェン・ペルキイ・シンゲ（Langchen Pelkyi Singye）が瞑想を行うことを目的として洞窟を訪れ、この洞窟を自身の名前から「ペルキイ洞窟」と名づけた。ぺルギイが後に現在のネパールのある場所にて亡くなったときに、神であるドルジェ・レグパの恩恵により、遺体が奇跡的に僧院に戻されたと言われており、その遺体は現在、入り口の階段左側上部の部屋にあるチョーテン（chorten）に封印されていると伝えられている。このチョーテンは1982年から1983年にかけて修復され、2004年に再び修復が行われた。

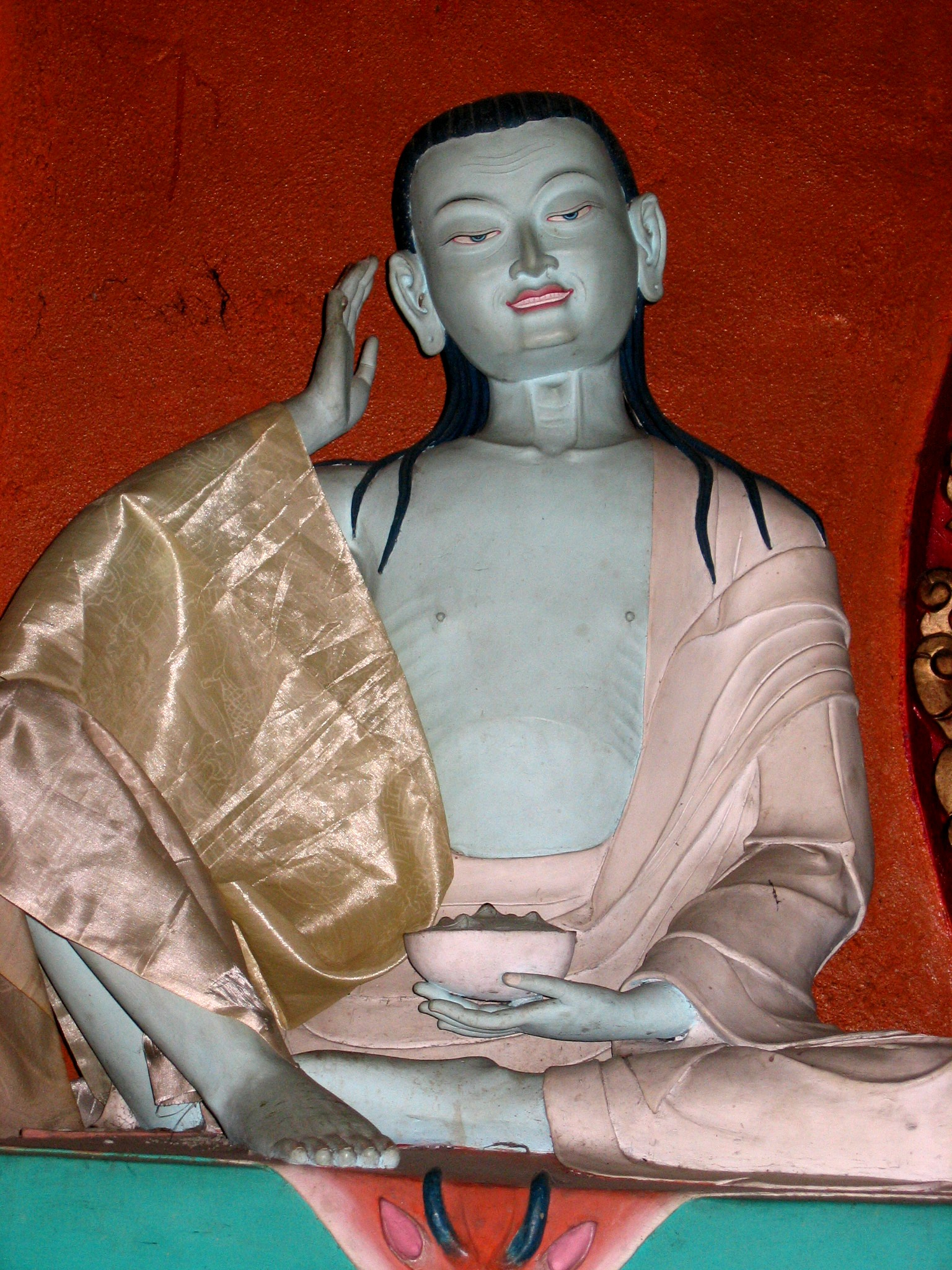
現在タクツァン僧院のある洞窟にて瞑想したミラレパ。

11世紀以降、ミラレパやダンパ・サンギエ、チベットでのヨギーニであったマチク・ラプドゥン、タントン・ギャルポなど多くのチベットの聖人や著名人が瞑想を行うために洞窟を訪れた。12世紀後半には、パロにて学校が設立された。14世紀にチベットから、ニンマ派のラマであったソナム・ギェルツェンが来たころに、この地域初の聖地が作られた。ギェルツェンが持ち込んだ絵画は原型を留めていないものの、主要な建造物の上部にある岩にかすかに残っている。1958年の火災後に再建されたタクツァンの寺院である、ウギエン・ツェモ（Urgyan rTse-mo）の建立は1408年だと言われている。タクツァンの洞窟は17世紀中期まで数世紀に渡ってカソグパ（Kathogpa）のラマの管轄下にあった。

### 僧院の建立

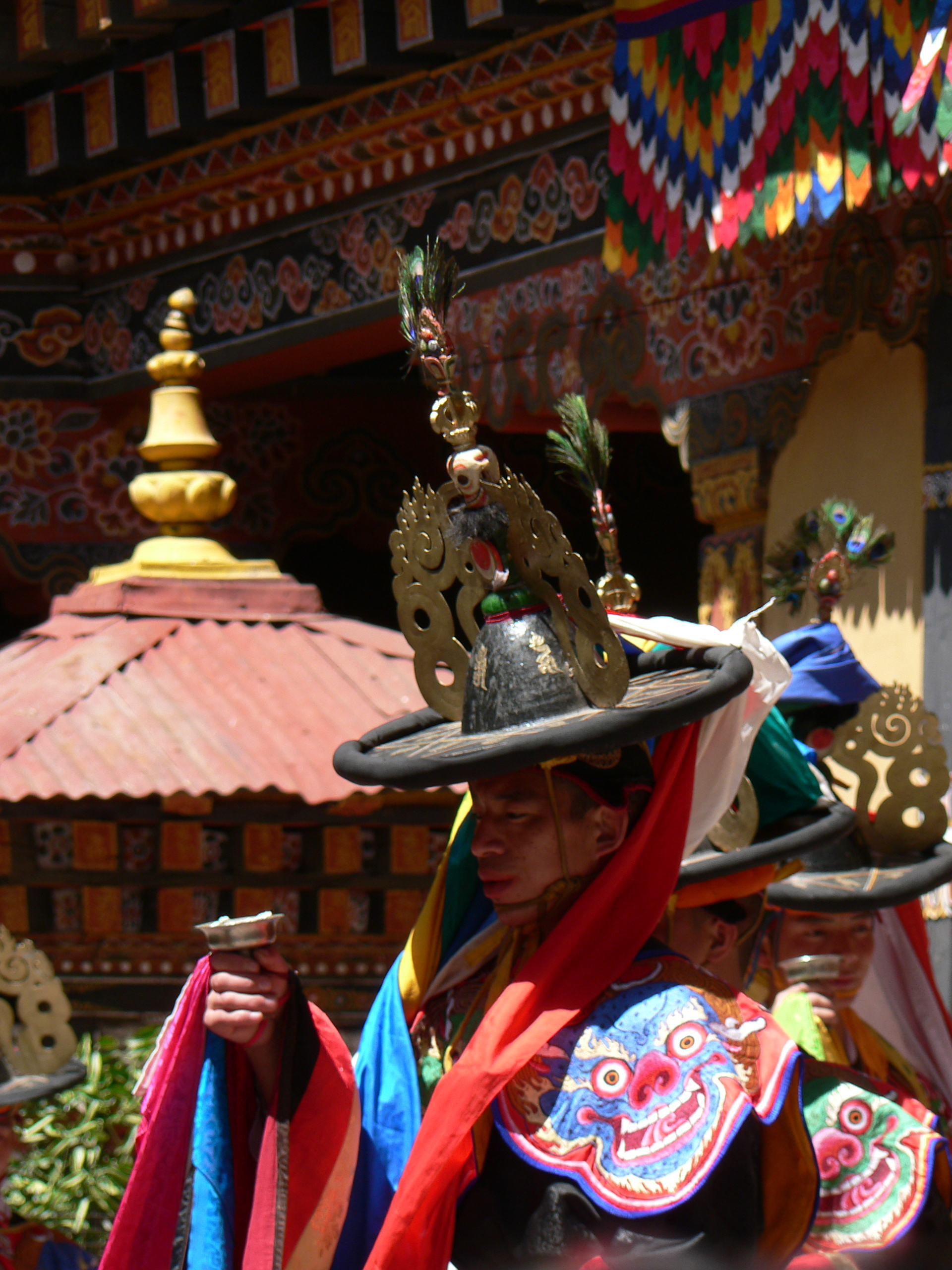
ツェチュ祭で行われる黒い帽子を被った僧による踊り。

ブータンの初代シャブドゥンとなったガワン・ナムゲルは、タクツァンに僧院を建てることを計画した。1644年から1646年にかけて行われたチベットによるブータン侵攻の際に、ナムゲルはニンマ派のテルトンとともに侵攻軍に対して勝利するために、タクツァンにてツェチュ祭の一環として「bka’ brgyad dgongs ’dus」と呼ばれる儀式を行った。その結果、タクツァンの守護神がナムゲルの味方となり、ブータンはこの戦いに勝利した。しかし、ナムゲルが熱望していた寺院の建設計画は実行されなかった。
その後、ナムゲルの願いは彼の最初かつ唯一の後継者であった4代目ドゥク・デシであったテンジン・ラブジーが実現した。1692年のツェチュ祭の時期に、ラブジーがタクツァンの神聖な洞窟を訪れ、パドマサンバヴァに捧げる寺院を建設するための基礎を築いた。同時に、ラブジーは洞窟の外の崖に立ち、ツェチュ祭を指揮した。当時、この寺院よりも高い位置にあった寺院はサンドペルリ（Zongs mdog dPalri）とウギエン・ツェモだけであった。寺院はその後、1694年に完成した。

### 火災と再建
1998年4月19日に、貴重な絵画や遺物、彫像が納められていた寺院の本殿にて火災が発生した。電気の短絡あるいは、かけられていたタペストリーンを照らしていたバターランプの火が揺れたことが火災の原因であったと考えられている。この火災にて僧侶も亡くなった。寺院の修復工事は推定1億3500万ニュルタムの費用をかけて行われた。2005年に行われた寺院とその収納品の修復作業は、ブータン政府と当時ブータン国王であったジグミ・シンゲ・ワンチュクが監督した。